# Little Bow River
Der Little Bow River ist ein ca. 225 km langer linker Nebenfluss des Oldman River im Südwesten der kanadischen Provinz Alberta.

## Flusslauf
Der Little Bow River entspringt im Stadtgebiet von High River. Er wird anfangs über einen Kanal mit Wasser vom Highwood River gespeist. Er fließt auf den ersten 90 km in südsüdöstlicher Richtung durch die Prärie von Alberta. Nach 70 km wird der Little Bow River zum 12 km langen Twin Valley Reservoir aufgestaut. Der Little Bow River wendet sich im Mittellauf nach Osten. Er passiert die Ortschaft Carmangay. Durch einen 1954 errichteten Staudamm wird der Little Bow River auf einer Länge von 20 km zum Travers Reservoir aufgestaut. Am Nordufer des Stausees befindet sich der Little Bow River Provincial Park. Vom nördlich gelegenen künstlichen MacGregor Lake gelangt Wasser, das vom Bow River abgeleitet wurde, in den Stausee. Auf der Ostseite der Talsperre führt ein Kanal zum östlich gelegenen Little Bow Lake, der zur Bewässerung der noch weiter östlich gelegenen landwirtschaftlich genutzten Flächen dient. Unterhalb des Travers Reservoir fließt der Little Bow River noch 58 km in überwiegend südsüdöstlicher Richtung, bevor er schließlich 30 km nordöstlich von Lethbridge in den Oldman River mündet. Der Little Bow River weist auf seinem gesamten Flusslauf ein stark mäandrierendes Verhalten auf.

## Hydrologie
Das Einzugsgebiet des Little Bow River umfasst 5900 km². Das effektive Einzugsgebiet beträgt 3280 km². Die mittleren monatlichen Abflüsse in den Monaten Mai bis Oktober schwanken zwischen 1,7 und 2,9 m³/s. Während des Hochwassers im Juni 2013 wurde Wasser aus dem Travers Reservoir abgelassen, so dass der Abfluss unterhalb der Talsperre von gewöhnlich 3 m³/s kurzzeitig auf 60 m³/s anstieg.